# Tosaerba
Il tosaerba è una macchina a motore che serve per tagliare l'erba del giardino e mantenere il prato rasato.

## Funzionamento

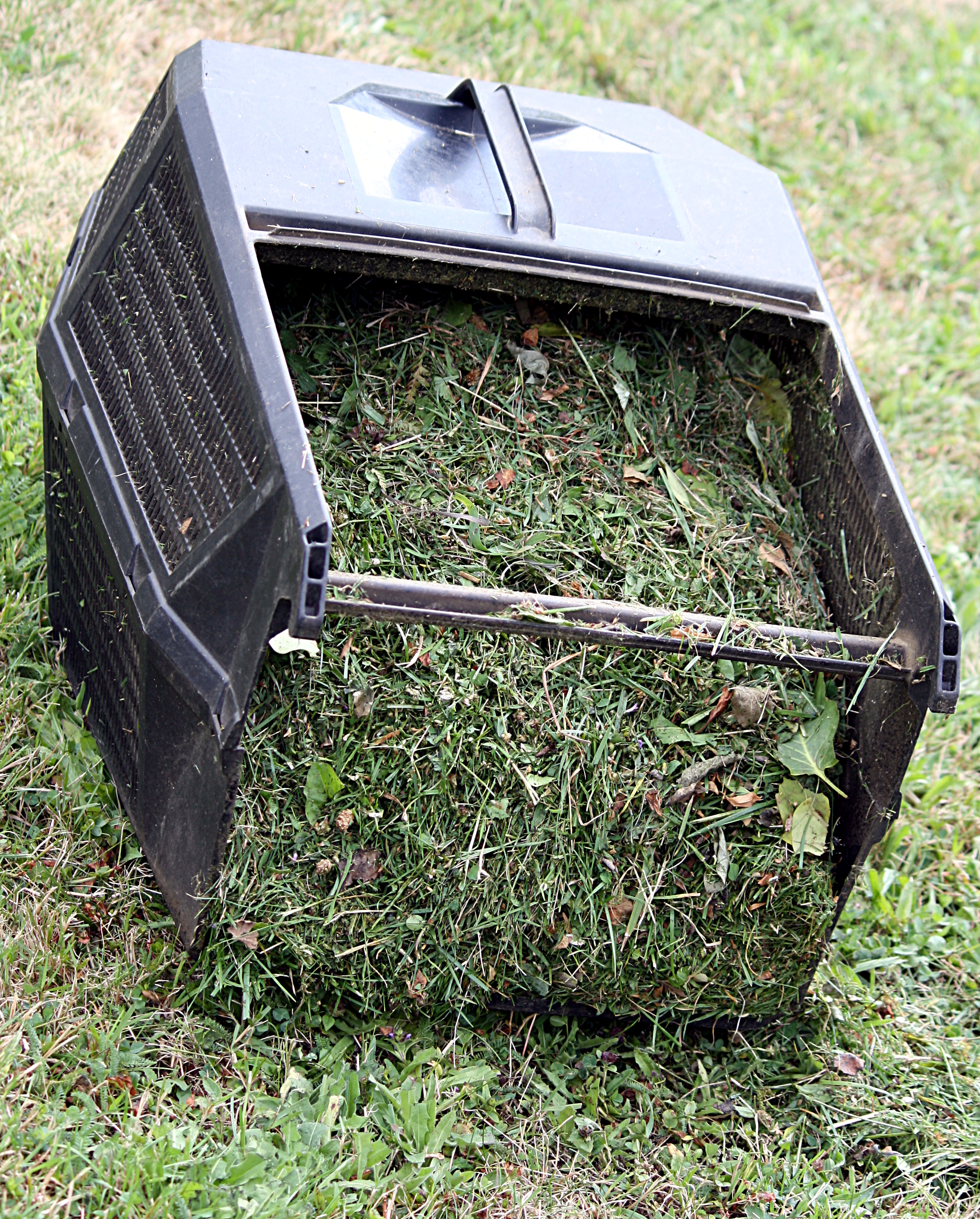
Cestello estraibile, pieno di erba

Il principio di funzionamento è comune per tutte le macchine, sull'albero motore è avvitata una lama rotante fulcrata al centro, le cui estremità, per un certo tratto sono rese affilate, sono le due zone alla periferia della lama a tagliare l'erba. Il coltello è sagomato come le pale di un ventilatore, durante la rotazione aspira l'erba tagliata convogliandola in un cestello estraibile, da scaricare quando è pieno.
Il montaggio del cestello non è indispensabile. In certi casi è preferibile sminuzzare l'erba con il tosaerba e non raccoglierla, ma lasciarla direttamente sul prato: in poco tempo si trasformerà in fertilizzante organico. Ciò risulta particolarmente utile per i prati di ampie dimensioni.

## Formati
Ne esistono di varie dimensioni, la larghezza della zona di taglio è proporzionale alla lunghezza della lama rotante, su questa si basa la larghezza della macchina; la scelta del diametro di taglio e la potenza, viene fatta in base alle proprie esigenze, come metri quadrati da tagliare, conformazione del terreno, ecc.

## Caratteristiche
I vari tosaerba si possono distinguere per molti fattori

### Telaio
Il telaio portante può essere:
- Plastica
- Lamiera d'acciaio
- Alluminio pressofuso

### Motore
Il motore della macchina varia sensibilmente in base alle esigenze dell'utilizzatore ma soprattutto dalle dimensioni dell'appezzamento di terreno tenuto a prato e come per il decespugliatore, ne esistono con:
- Motore a scoppio (motore a combustione interna)
- Motore elettrico

### Trazione
I primi tosaerba così come gli odierni tosaerba più semplici, hanno la trazione umana, quindi bisogna spingere per poter muovere il tosaerba.
Alcuni dei nuovi modelli, dispongono di un sistema di trazione sulle ruote posteriori. Quelli più semplici adottano un cambio di velocità analogo a quello delle autovetture, 2-3 marce da innestare in base alle caratteristiche del terreno, i modelli più sofisticati adottano un cambio di velocità a variazione continua, ovvero, tramite una leva è possibile regolare la velocità di avanzamento in modo continuo.

## Manutenzione
La manutenzione consiste nel necessario lavaggio con acqua al termine dello sfalcio e della saltuaria riaffilatura del filo della lama. Inoltre si deve controllare che eventuale sporco non si sia instaurato in prossimità delle ruote; essendo queste fissate sugli assi senza particolari protezioni, polvere ed acqua possono causare inizio di ruggine.

## Variazioni sul modello di base

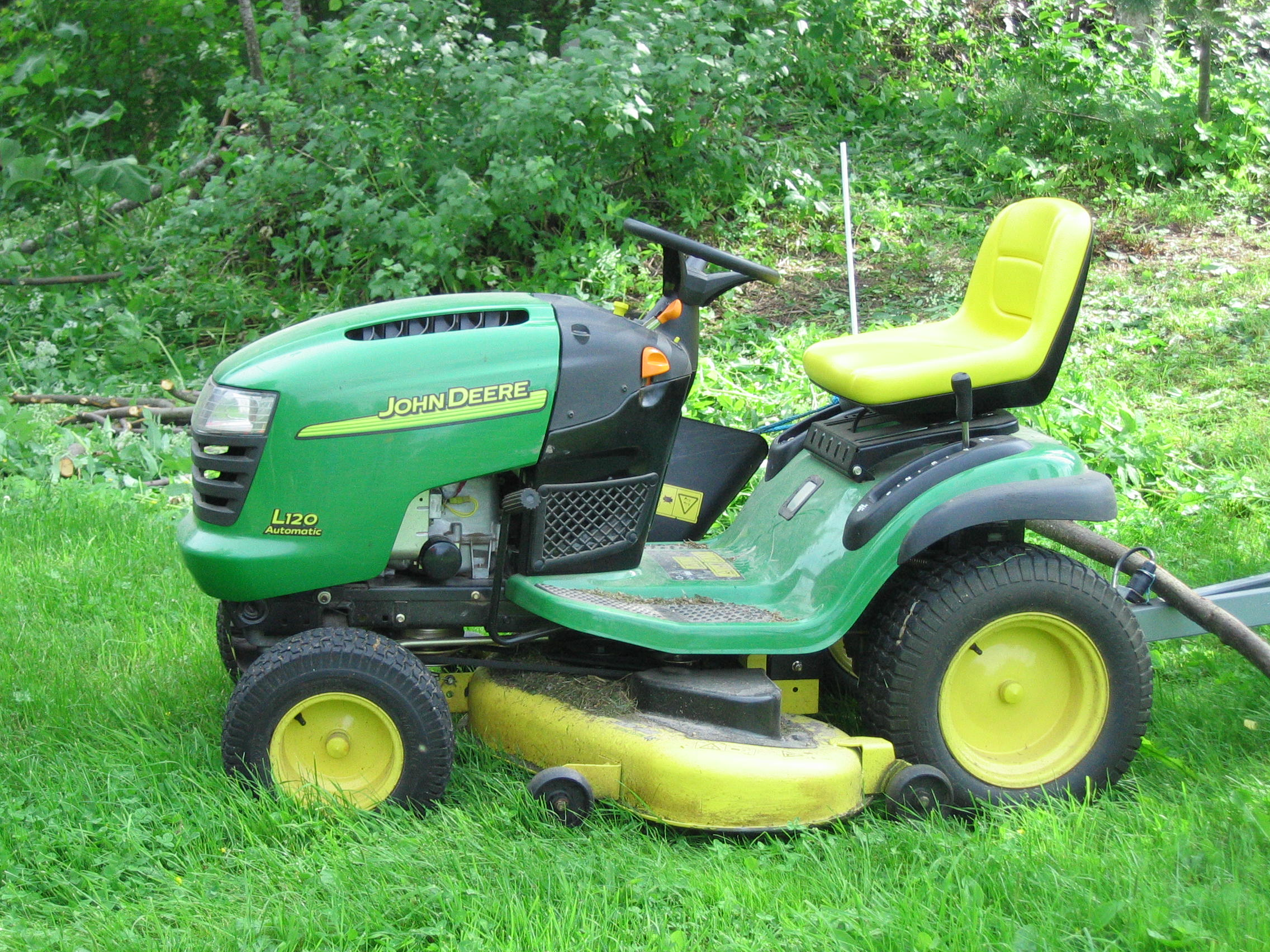
Trattorino rasaerba

### Trattorino Tagliaerba
Per i prati di dimensioni superiori ai 1000 m², si consigliano i trattorini tagliaerba, i quali permettono una comoda e veloce rasatura, grazie al grande piatto di taglio posizionato al centro e all'operatore che pilota la macchina come se fosse un trattore.

### Robot Tagliaerba
I tagliaerba robotizzati sono dotati di ruote e capaci di tosare l'erba del prato in forma automatica e programmata.
Tutti sono dotati di batteria ricaricabile, microprocessore e sensori. Ogni robot rasaerba ha integrato un firmware, che gli permette di eseguire varie operazioni e memorizzare istruzioni.
Possono essere utilizzati per piccoli o grandi giardini con terreni irregolari o pendenze. Generalmente possono avere da una a tre lama rotanti, dove ciascuna possiede dalle 2 alle 8 punte. 
Tutti i robot tosaerba non raccolgono l'erba appena tagliata, per questo praticano il taglio mulching. L'erba viene sminuzzata finemente dalle lame e lasciata sul terreno, che viene lentamente fertilizzato. 
L'uso di questi robot nella maggior parte dei casi comporta il preventivo lavoro di delimitazione del perimetro dell'area di taglio, costituito dall'interramento a pochi cm dalla superficie di un filo perimetrale, necessario a segnalare ai sensori della macchina la necessità di cambiare direzione.

### Tagliaerba Manuale
Questa tipologia può essere denominata tagliaerba elicoidale o a rullo. Esso è sprovvisto di motore e funziona solo con l'azione manuale dell'operatore. 
Questo modello è composto da 2 ruote e una lama sagomata a elica. La forza viene impressa dalla spinta con le braccia, pertanto si tratta di uno strumento ecologico che non utilizza alcuna fonte energetica inquinante.
Esso è l'ideale per la cura dei piccoli giardini ed è inoltre maggiormente rispettoso della crescita dell'erba, in quanto il suo taglio è più delicato.

## Macchine distinte dal tosaerba
Altre macchine che tagliano l'erba, ma in modo diverso sono:
- la motofalciatrice, macchina semovente a taglio largo e lineare con meccanismo a forbice
- il decespugliatore, macchina portatile con taglio rotativo, solitamente a filo

## Impatti ambientali delle macchine da giardino
I motori a scoppio delle macchine da giardino per il loro rumore possono arrecare disturbo, a seconda dei comuni sono stabiliti gli orari di divieto. Le emissioni dei gas di scarico della marmitta  sono inquinanti dell'aria.
Nella Comunità Europea le tosaerba sono soggette a restrizioni sulle emissioni di rumore attraverso la Direttiva 2000/14/CE del Parlamento europeo e del Consiglio dell'8 maggio 2000 sul ravvicinamento delle legislazioni degli Stati membri concernenti l'emissione acustica ambientale delle macchine ed attrezzature destinate a funzionare all'aperto.
Le tosaerba, a differenza delle altre macchine, uccidono molti artropodi e microfauna.

## Galleria d'immagini

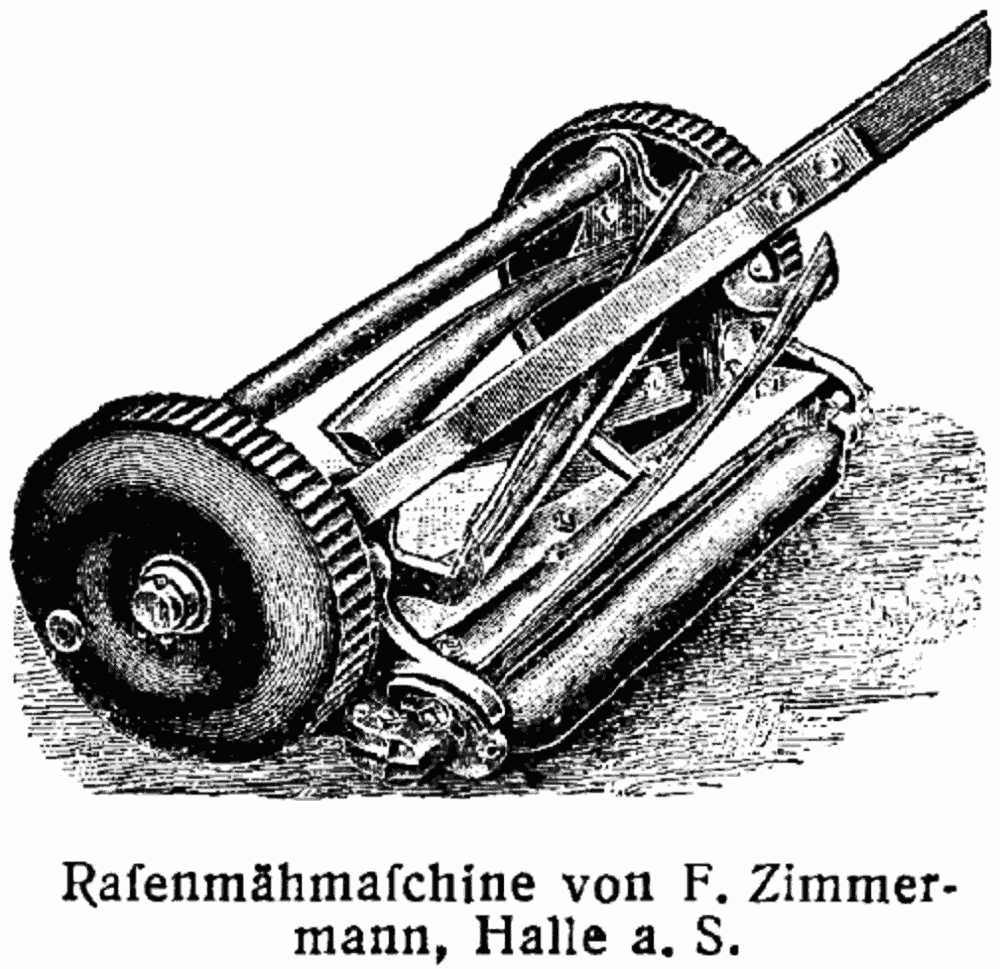
Schema di lame da tosaerba (fine Ottocento)
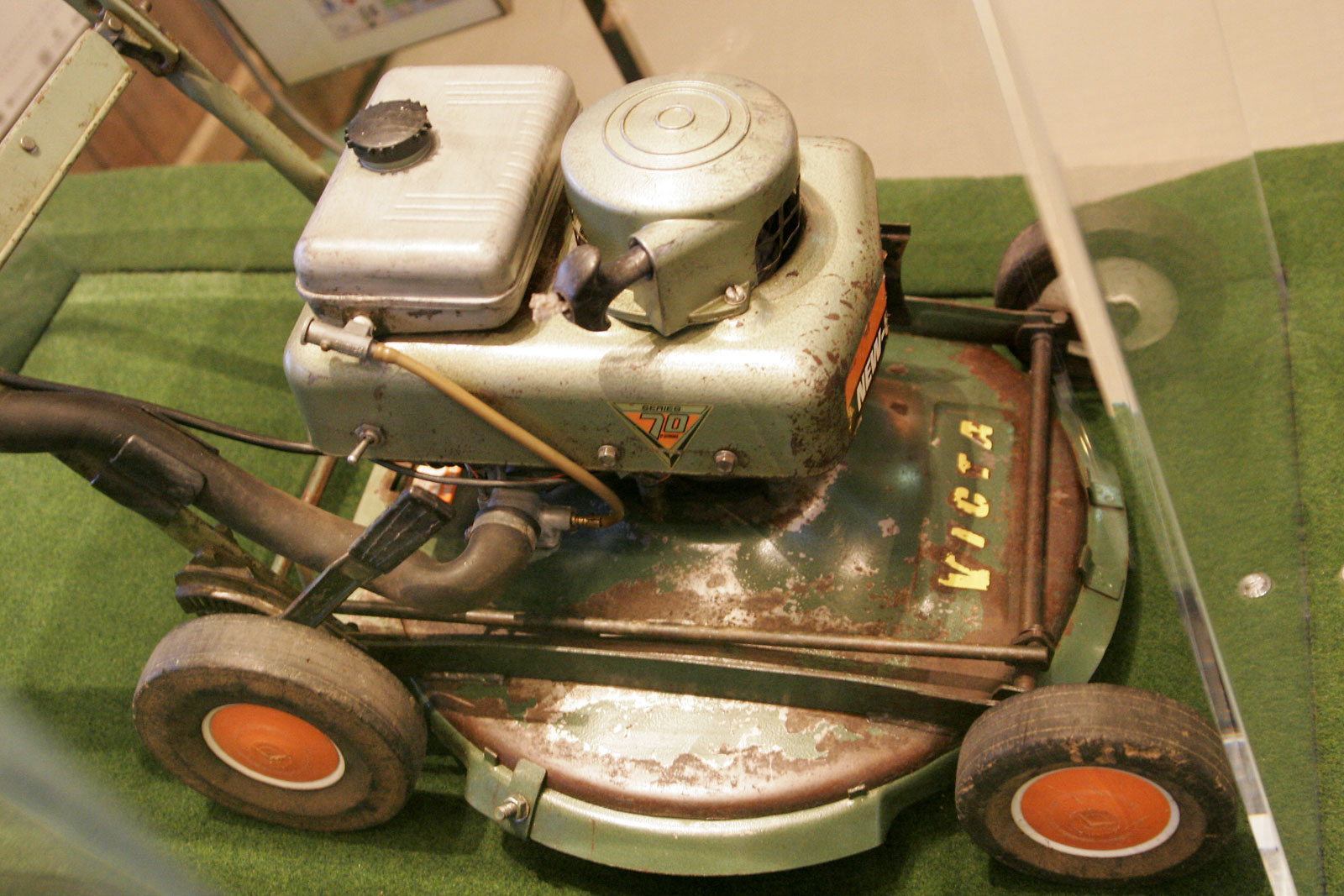
Un tosaerba a motore esposto al National Museum di Canberra
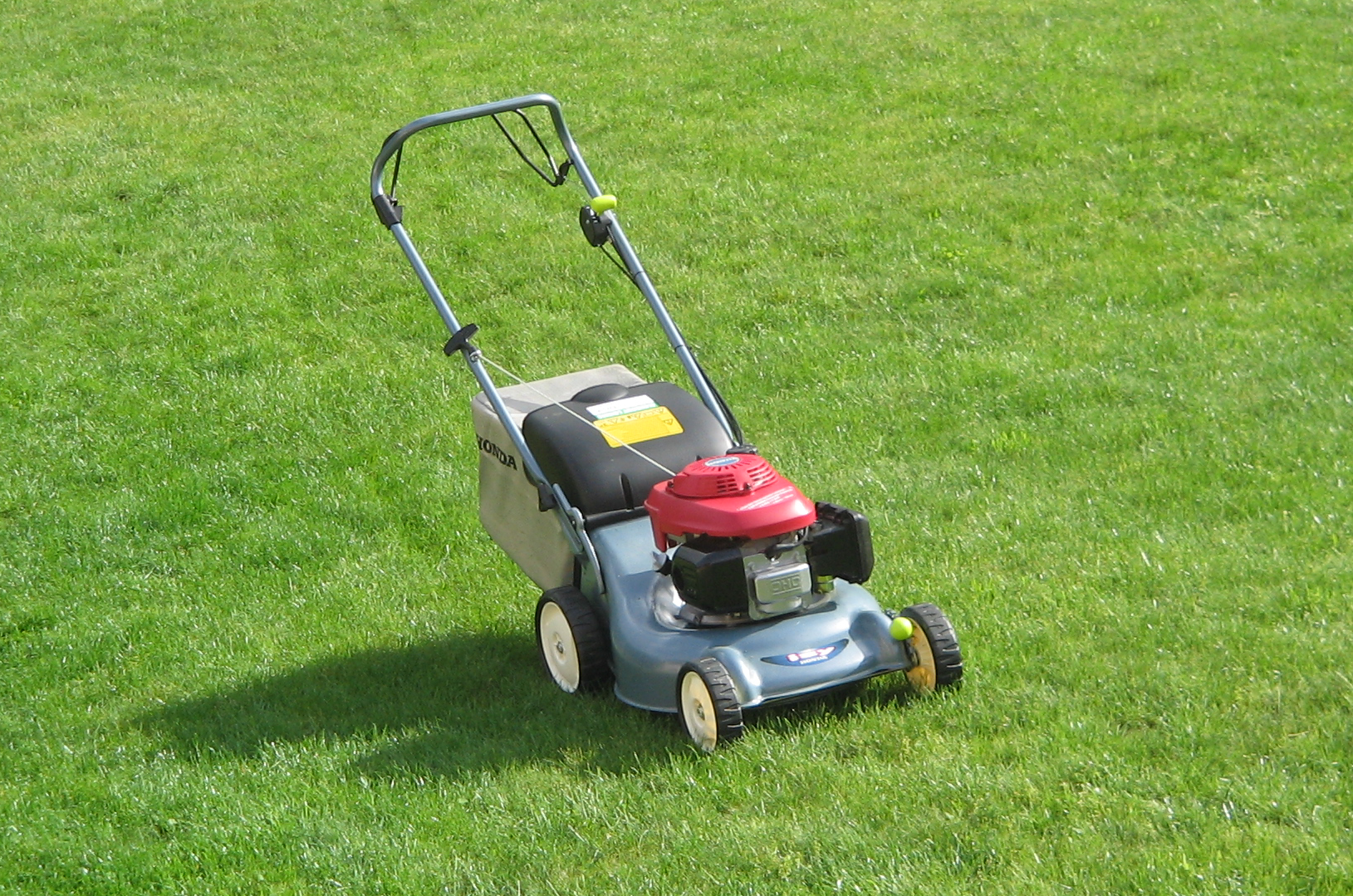
Un tosaerba per uso domestico
Un tosaerba a motore senza cestello
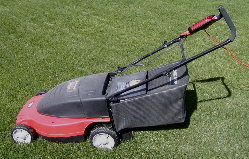
Un tosaerba elettrico
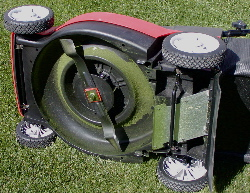
Le lame dei moderni tosaerba
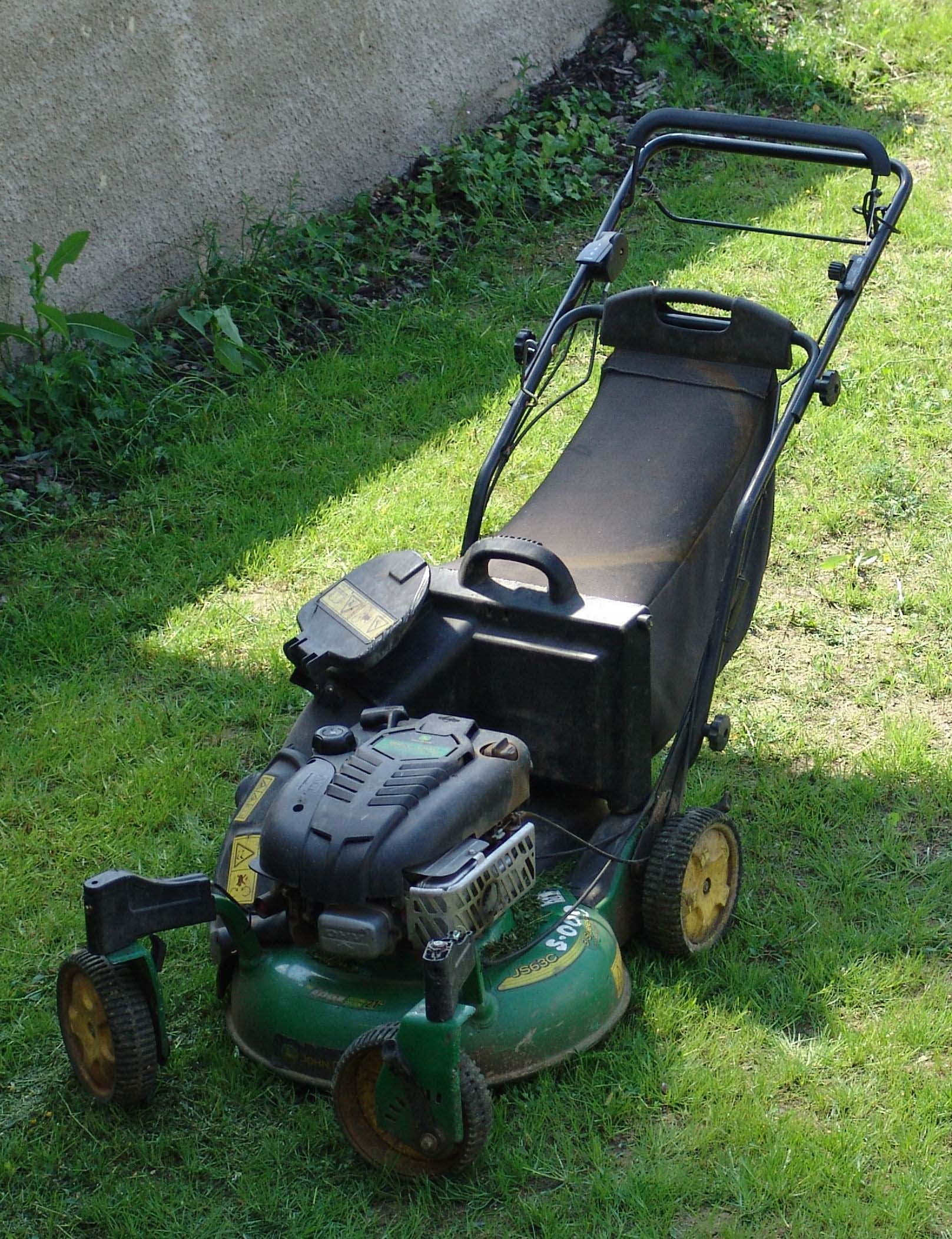
Un tosaerba con ruote girevoli